# Pieskeri (ö, lat 60,54, long 21,24)
Pieskeri är en ö i Finland. Den ligger i Skärgårdshavet och i kommunen Gustavs i landskapet Egentliga Finland, i den sydvästra delen av landet. Ön ligger omkring 57 kilometer väster om Åbo och omkring 210 kilometer väster om Helsingfors.
Öns area är 77,9 hektar och dess största längd är 1,8 kilometer i nord-sydlig riktning. Ön höjer sig omkring 20 meter över havsytan.